# 安平大眾廟
22°59′54″N 120°09′37″E / 22.99823°N 120.16015°E

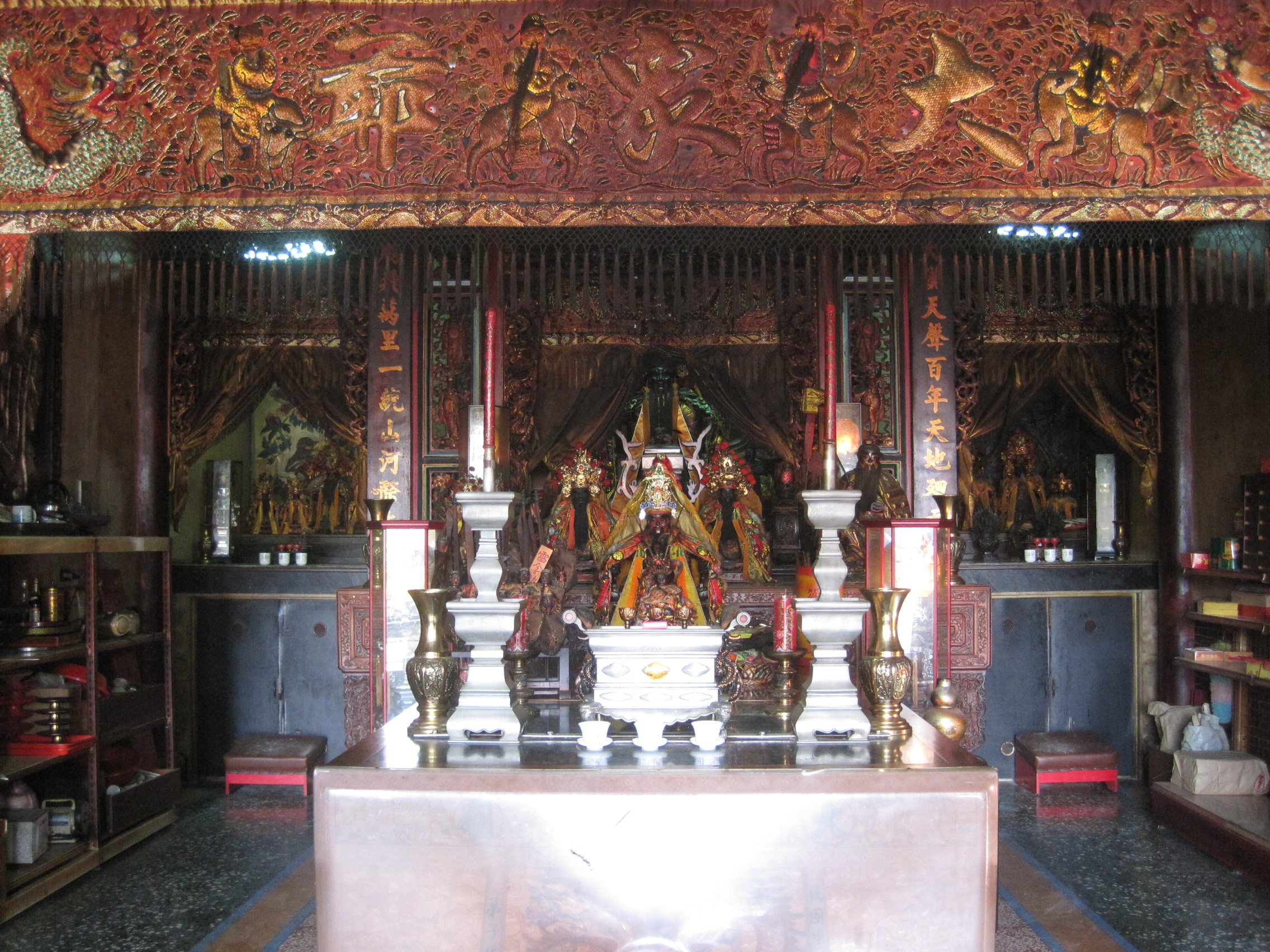
安平大眾廟內部

安平大眾廟位於臺灣臺南市安平區第一公墓旁，安平四大公廟之一，主祀夔府千歲。現今廟貌是1988年重建而成，舊廟僅殘存一片殘牆。

## 沿革
安平大眾廟的創立時間不詳，可能是王必昌《重修臺灣縣志》（1752年）記載的「萬善壇」。而據學者石萬壽的調查，該廟又稱「萬善堂」。據《安平區志》的記載，大眾廟原為一小廟，廟內有一空間可供要運回中國大陸的棺木停棺暫放。
大眾廟年久失修傾圮後，於民國七十三年（1984年）有安平居民謝錦山、郭媽能、陳明樹、葉丁福、陳順良、羅情財等人發起重建。民國七十七年（1988年）落成後，成立了管理委員會。

## 義塚
大眾廟後方有義塚，墓碑上刻「萬善同歸」四字，兩旁分成「男堂」「女室」兩部分。